# Landwirtschaftsamt
Ein Landwirtschaftsamt ist eine untere Verwaltungsbehörde für die Themen- bzw. Rechtsgebiete Landwirtschaft, Landschafts- und Bodenkultur. In der Weimarer Republik als Kulturämter eingerichtet, spielten sie in den Ostgebieten des Deutschen Reiches und im Wartheland eine große Rolle. Kulturämter gab es noch in der jungen Bundesrepublik Deutschland.

## Aufgaben
Je nach Land sind die Landwirtschaftsämter eigenständige Untere Landesbehörden (z. B. in Bayern) oder den Verwaltungen der Landkreise angegliedert (z. B. in Baden-Württemberg). Sie sorgen für die fristgerechte Auszahlung der nichtinvestiven Fördermittel von EU, Bund und Land. Agrarpolitisches Ziel der Arbeit der Landwirtschaftsämter ist die Erhaltung der Kulturlandschaft durch flächendeckende Landbewirtschaftung. Sie vertreten als Träger öffentlicher Belange bei Inanspruchnahme landwirtschaftlicher Flächen die Belange der Landwirtschaft. Sie vollziehen Aufgaben des Pflanzenschutz- und Düngerechts (u. a. Düngegesetz, Pflanzenschutzgesetz), des Saatgutrechts sowie in einigen Ländern von Teilen des Grundstückverkehrsgesetzes (GrdstVG), des Agrarstrukturverbesserungsgesetzes (ASVG) und des Landpachtverkehrsgesetzes (LPachtVG).

## Baden-Württemberg
Bis zur großen Verwaltungsreform waren die Landwirtschaftsämter bis zum 1. Januar 2005 Landesbehörden. Seit dieser Reform sind die Landwirtschaftsämter in die 35 Landratsämter eingegliedert. Übergeordnete Behörde ist das Regierungspräsidium. Die Landwirtschaftsämter beraten die Landwirtschaftsbetriebe und Landwirtsfamilien im jeweiligen Kreisgebiet in den Schwerpunkten:
- Unternehmensführung
- Existenzsicherung der Familien
- Strukturentwicklung
- Umweltgerechte pflanzliche Erzeugung
- Umwelt- und artgerechte Tierhaltung und Fütterung
- Tourismus und Direktvermarktung

Die Landwirtschaftsämter in Baden-Württemberg unterstützen die Landwirtsfamilien bei der Antragstellung auf Ausgleichsleistungen und sorgen für fristgerechte Auszahlung der nichtinvestiven Fördermittel von EU, Bund und Land. Sie fördern landwirtschaftliche Investitionsvorhaben mit Zuschüssen und zinsverbilligten Darlehen im Einzelbetrieb für die ressourcenschonende Pflanzenproduktion und tiergerechte Haltungsformen sowie die Verbesserung der Vermarktungsstruktur.
Die Landwirtschaftsämter genehmigen eine Veräußerung landwirtschaftlicher oder forstwirtschaftlicher Flächen, ebenso die Einräumung des Nießbrauchs an solchen Flächen (§ 3 (2) ASVG). Genehmigungspflichtig sind Veräußerungen von Grundstücken, auf denen sich die Hofstelle oder ein Wirtschaftsgebäude des land- oder forstwirtschaftlichen Betriebs befindet oder welches land- und forstwirtschaftlich genutzt werden kann und mindestens 1 Hektar, bei gartenbaulicher Erzeugung oder Weinbau mindestens 0,5 Hektar groß ist (§ 1 (1) ASVG). Die Genehmigung muss beantragt werden, was in der Praxis der den Grundstückskauf beurkundende Notar übernimmt. Der Antrag ist binnen zwei Monaten zu bescheiden (§ 28 (1) ASVG). Die Genehmigung ist insbesondere zu versagen, wenn die Veräußerung eine „ungesunde Verteilung des Grund und Bodens bedeuten“ würde, was insbesondere dann vorliegt, „wenn die Veräußerung Maßnahmen zur Verbesserung der Agrarstruktur widerspricht“ (§ 7 ASVG) oder wenn durch sie ein selbständiger landwirtschaftlicher Betrieb „seine Lebensfähigkeit verlieren würde“ oder ein landwirtschaftliches Grundstück kleiner als zwei Hektar, ein Grundstück das Betrieben mit gartenbaulicher Erzeugung oder Weinbau dient kleiner als ein halber Hektar oder ein forstwirtschaftliches Grundstück kleiner als 3,5 Hektar wird. Ist für einen Verkauf die Genehmigung nicht erforderlich, hat das Landwirtschaftsamt ein Negativattest auszustellen (§ 5 ASVG).
Daneben betreiben Landwirtschaftsämter Verbraucheraufklärung für eine gesunde Ernährung durch regionale Produkte für die Bevölkerung im Kreisgebiet.
Darüber hinaus werden vielfältige Beratungs- und Qualifizierungsleistungen angeboten, wie zum Beispiel über Fachschulen für Landwirtschaft (Meisterprüfung), Beratung Auszubildender für den Beruf des Landwirts/-in, oder die Ausbildung von Beamten für den höheren landwirtschaftstechnischen Dienst.

## Bayern
In Bayern sind die 47 Landwirtschaftsämter Untere Verwaltungsbehörden des Landes im Geschäftsbereich des Bayerischen Staatsministeriums für Ernährung, Landwirtschaft, Forsten und Tourismus. Die als Ämter für Ernährung, Landwirtschaft und Forsten bezeichneten Behörden sind jeweils für einen bzw. mehrere Landkreise bzw. kreisfreie Städte zuständig.

## Thüringen
In Thüringen waren die Landwirtschaftsämter bis 2018 Untere Verwaltungsbehörden des Landes im Geschäftsbereich des Thüringer Ministeriums für Landwirtschaft, Forsten, Umwelt und Naturschutz, ab 2014 des Thüringer Ministeriums für Infrastruktur und Landwirtschaft. Die wesentlichen Aufgaben waren neben dem Vollzug der oben genannten Rechtsbereiche die Förderung des Agrartourismus, die Entwicklung des ländlichen Raumes, die Existenzsicherungsberatung, Registratur landwirtschaftlicher und gartenbaulicher Unternehmen, Förderung älterer landwirtschaftlicher Arbeitnehmer sowie Bildungsaufgaben.
In Thüringen gab es sieben Landwirtschaftsämter, die jeweils für mehrere Kreise bzw. kreisfreie Städte zuständig sind:
- Landwirtschaftsamt Leinefelde-Worbis in Leinefelde-Worbis, zuständig für den Landkreis Eichsfeld und den Unstrut-Hainich-Kreis
- Landwirtschaftsamt Bad Frankenhausen in Bad Frankenhausen, zuständig für den Kyffhäuserkreis und den Landkreis Nordhausen
- Landwirtschaftsamt Sömmerda in Sömmerda, zuständig für die Landkreise Sömmerda und Weimarer Land sowie die kreisfreien Städte Erfurt und Weimar
- Landwirtschaftsamt Bad Salzungen in Bad Salzungen, zuständig für den Wartburgkreis, die kreisfreie Stadt Eisenach und den Landkreis Gotha
- Landwirtschaftsamt Rudolstadt in Rudolstadt und Stadtroda (Servicestelle), zuständig für den Landkreis Saalfeld-Rudolstadt, den Ilm-Kreis, den Saale-Holzland-Kreis sowie die kreisfreie Stadt Jena
- Landwirtschaftsamt Zeulenroda in Zeulenroda, zuständig für den Landkreis Greiz, den Saale-Orla-Kreis, den Landkreis Altenburger Land sowie die kreisfreie Stadt Gera
- Landwirtschaftsamt Hildburghausen in Hildburghausen, zuständig für die Landkreise Hildburghausen, Schmalkalden-Meiningen und Sonneberg sowie die kreisfreie Stadt Suhl

Mit Gründung des Thüringer Landesamtes für Landwirtschaft und Ländlichen Raum wurden die Landwirtschaftsämter zum 1. Januar 2019 in die neue Behörde integriert.